# 宽叶羌活
宽叶羌活（学名：Notopterygium forbesii）是伞形科羌活属的植物，为中国的特有植物。分布于中国大陆的青海、湖北、陕西、内蒙古、山西、甘肃、四川等地，生长于海拔1,700米至4,500米的地区，一般生长在林缘以及灌丛内，目前尚未由人工引种栽培。

## 别名
大头羌（青海）

## 异名
- Notopterygium forbesii de Boiss. var. oviforme (Shan) H. Ts. Chang

## 外部連結
- 寬葉羌活 Kuanyeqianghuo（页面存档备份，存于） 藥用植物圖像資料庫 (香港浸會大學中醫藥學院) （繁體中文）（英文）